# Martin van Steijn
Martin van Steijn (Amsterdam, 16 februari 1969) is een Nederlands acteur en scenarioschrijver.
Van Steijn kreeg landelijke bekendheid door zijn rol als Mickey Lammers in Goede tijden, slechte tijden. Hij speelde de rol tussen 1991 en 1994. Na zijn vertrek uit GTST volgden gastrollen in comedyseries als SamSam en Oppassen!!!. In 1998 en tussen 2002 en 2003 keerde hij terug in GTST. 
Naast zijn werk als acteur is Van Steijn sinds 1995 actief als scenarioschrijver. Hij schreef onder andere mee aan Goudkust, Westenwind en Julia's Tango. Sinds 2008 is hij samen met Rohan Gottschalk en Jantien van der Meer hoofdschrijver van de soap Goede tijden, slechte tijden. In 2017 schreef hij het scenario voor de serie Suspects (RTL) uitgezonden op RTL 4 en Videoland. In 2020 schreef hij het scenario voor de Videoland-serie Lieve Mama en in januari 2021 was hij een van de schrijvers van de Videoland-miniserie Mocro Maffia: Komtgoed.